# Метод Шарма
Метод «Шарма» (Charmat) — найпоширеніший метод виробництва ігристих вин у світі. Метод був винайдено на початку 20 століття Юджином Шарма у Франції.

## Суть методу
До революції в Росії ігристі вина робили за класичним шампанським методом. У 1930-х перейшли на «адаптований і удосконалений» А. М. Фролова-Багреевим метод «Шарма». У 1960-х на основі методу Шарма був розроблений більш економічний «метод шампанізації в безперервному потоці», при якому вибудовуються блоки з 5 і більше акратофорів.
В Італії процес виробництва ігристого вина в герметично закритих чанах зазвичай називають методом Шарма. Зазвичай вторинна Ферментація на осаді триває від двох до чотирьох тижнів.
Метод, відомий як Шарма довгий (charmat lungo), був розроблений нещодавно переважно для ігристих вин з винограду сорту Шардоне і Піно. У ході цього «довгого» процесу вино залишається в контакті з осадом в чані від трьох місяців до року. Цей процес, а також деякі інші, об'єднують цей метод з класичним. Обидві різновиди включають такі процедури:

### Вторинна Ферментація
Вторинна Ферментація (в ході якої і виходять бульбашки) проводиться не в пляшках, а у величезних сталевих резервуарах (в російській практиці такі чани зазвичай називають акратофорами). Знову ж таки, спочатку роблять звичайне біле вино (сухе і тихе). У певний момент, коли потрібно зробити партію вина для відправлення на ринок це вино переливають в спеціальний резервуар, додають «розчину» (цукор і дріжджі), герметично закривають чан, вино там починає бурхливо бродити. Через кілька днів це бродіння переривають, швидко прохолоджуючи чан до −5 °, вино розливають по пляшках і відправляють на продаж.
Основне вино, змішане з відібраними дріжджами і цукром, поміщається у великі чани з нержавіючої сталі, які називають автоклави, у яких вторинна Ферментація відбувається при зниженій температурі під тиском приблизно 7-8 атмосфер.

### Ізобарна фільтрація
Коли Ферментація закінчена вино відділяється від осаду шляхом його перегону через фільтр під сталим (ізобарним) тиском в інший чан.

### Стабілізація
Вино стабілізують шляхом охолодження до точки нижче замерзання, щоб осадити кристали винної кислоти, які потім видаляються.

### Ізобарне бутилювання
Ізобарний принцип застосовується для того, щоб підтримати сталий тиск у вині, у той час як воно розливається в пляшки і закривається корком.
Вино, вироблене методом ферментації у чанах, зазвичай надходить у продаж незабаром після бутилювання, хоча деякі вина, виготовлені методом шарма довгий, набувають гармонійність тільки після декількох місяців зберігання.

## Продукція
За методом «шарма» виробляють:
- Більшу частину секта (німецькі ігристі вина)
- Асті (італійські ігристі з П'ємонту)
- Більшу частину Спуманте (італійські ігристі з різних регіонів)
- Просекко (ігристі з-під Венеції)
- Відповідне ГОСТу «Радянське шампанське»

Більшість італійських сухих або напівсолодких ігристих вин зроблені таким методом. Винятком є Asti Spumante, позаяк воно проходить одиничну ферментацію в чанах в процесі, при якому зберігається його тонка солодкість і унікальний аромат винограду Москато.